# Ваучинанго (Ваучинанго, Пуебла)
Ваучинанго (шп. Huauchinango) насеље је у Мексику у савезној држави Пуебла у општини Ваучинанго. Насеље се налази на надморској висини од 1519 м.

## Становништво
Према подацима из 2010. године у насељу је живело 56206 становника.

### Хронологија
| Година       | 2000                  | 2005                  | 2010                  |
| ------------ | --------------------- | --------------------- | --------------------- |
| Становништво | 46671 (21956 / 24715) | 51898 (24591 / 27307) | 56206 (26406 / 29800) |

### Попис
| \| \| м \| \| \| ж \| \| 0—2 \| 1.695 \| \| \| 1.619 \| \| 3—5 \| 1.752 \| \| \| 1.721 \| \| 6—11 \| 3.410 \| \| \| 3.413 \| \| 12—14 \| 1.612 \| \| \| 1.583 \| \| 15—17 \| 1.684 \| \| \| 1.690 \| \| 18—24 \| 3.375 \| \| \| 3.961 \| \| 60+ \| 1.926 \| \| \| 2.561 \| \| Просек : \| 27,7 \| \| \| 29,5 \| |       |  |  |       |
| |       |  |  |       |
| | м     |  |  | ж     |
| 0—2 | 1.695 |  |  | 1.619 |
| 3—5 | 1.752 |  |  | 1.721 |
| 6—11 | 3.410 |  |  | 3.413 |
| 12—14 | 1.612 |  |  | 1.583 |
| 15—17 | 1.684 |  |  | 1.690 |
| 18—24 | 3.375 |  |  | 3.961 |
| 60+ | 1.926 |  |  | 2.561 |
| Просек : | 27,7  |  |  | 29,5  |

| #   | Индикатор                                                                                        | Вредност |
| --- | ------------------------------------------------------------------------------------------------ | -------- |
| 1   | Становништво од 0 до 2 године                                                                    | 3314     |
| 2   | Мушко становништво од 0 до 2 године                                                              | 1695     |
| 3   | Женско становништво од 0 до 2 године                                                             | 1619     |
| 4   | Становништво са 3 и више година                                                                  | 51359    |
| 5   | Мушко становништво са 3 и више година                                                            | 23945    |
| 6   | Женско становништво са 3 и више година                                                           | 27414    |
| 7   | Становништво са 5 и више година                                                                  | 48984    |
| 8   | Мушко становништво са 5 и више година                                                            | 22757    |
| 9   | Женско становништво са 5 и више година                                                           | 26227    |
| 10  | Становништво са 12 и више година                                                                 | 41063    |
| 11  | Мушко становништво са 12 и више година                                                           | 18783    |
| 12  | Женско становништво са 12 и више година                                                          | 22280    |
| 13  | Становништво са 15 и више година                                                                 | 37868    |
| 14  | Мушко становништво са 15 и више година                                                           | 17171    |
| 15  | Женско становништво са 15 и више година                                                          | 20697    |
| 16  | Становништво са 18 и више година                                                                 | 34494    |
| 17  | Мушко становништво са 18 и више година                                                           | 15487    |
| 18  | Женско становништво са 18 и више година                                                          | 19007    |
| 19  | Становништво од 3 до 5 година                                                                    | 3473     |
| 20  | Мушко становништво од 3 до 5 година                                                              | 1752     |
| 21  | Женско становништво од 3 до 5 година                                                             | 1721     |
| 22  | Становништво од 6 до 11 година                                                                   | 6823     |
| 23  | Мушко становништво од 6 до 11 година                                                             | 3410     |
| 24  | Женско становништво од 6 до 11 година                                                            | 3413     |
| 25  | Становништво од 8 до 14 година                                                                   | 7706     |
| 26  | Мушко становништво од 8 до 14 година                                                             | 3848     |
| 27  | Женско становништво од 8 до 14 година                                                            | 3858     |
| 28  | Становништво од 12 до 14 година                                                                  | 3195     |
| 29  | Мушко становништво од 12 до 14 година                                                            | 1612     |
| 30  | Женско становништво од 12 до 14 година                                                           | 1583     |
| 31  | Становништво од 15 до 17 година                                                                  | 3374     |
| 32  | Мушко становништво од 15 до 17 година                                                            | 1684     |
| 33  | Женско становништво од 15 до 17 година                                                           | 1690     |
| 34  | Становништво од 18 до 24 године                                                                  | 7336     |
| 35  | Мушко становништво од 18 до 24 године                                                            | 3375     |
| 36  | Женско становништво од 18 до 24 године                                                           | 3961     |
| 37  | Женско становништво од 15 до 49 година                                                           | 15784    |
| 38  | Становништво са 60 и више година                                                                 | 4487     |
| 39  | Мушко становништво са 60 и више година                                                           | 1926     |
| 40  | Женско становништво са 60 и више година                                                          | 2561     |
| 41  | Однос између мушкараца и жена                                                                    | 88.61    |
| 42  | Становништво од нуле до 14 година                                                                | 16805    |
| 43  | Становништво од 15 до 64 године                                                                  | 34858    |
| 44  | Становништво од 65 година и више                                                                 | 3010     |
| 45  | Просечан број деце                                                                               | 2.23     |
| 46  | Становништво рођено у ентитету                                                                   | 47614    |
| 47  | Мушко становништво рођено у ентитету                                                             | 22373    |
| 48  | Женско становништво рођено у ентитету                                                            | 25241    |
| 49  | Становништво рођено у другом ентитету                                                            | 6926     |
| 50  | Мушко становништво рођено у другом ентитету                                                      | 3212     |
| 51  | Женско становништво рођено у другом ентитету                                                     | 3714     |
| 52  | Становништво од 5 година и више резидентно у ентитету у јуну 2005. године                        | 46766    |
| 53  | Мушко становништво старосног доба од 5 година и више, резидентно у ентитету у јуну 2005. године  | 21585    |
| 54  | Женско становништво старосног доба од 5 и више година, резидентно у ентитету у јуну 2005. године | 25181    |
| 55  | Становништво од 5 година и више које је живело у другом ентитету у јуну 2005. године             | 1772     |
| 56  | Мушко становништво старије од 5 година које је живело у другом ентитету у јуну 2005. године      | 878      |
| 57  | Женско становништво старије од 5 година које је живело у другом ентитету у јуну 2005. године     | 894      |
| 58  | Становништво од 3 године и више које говори аутохтони језик                                      | 4675     |
| 59  | Мушко становништво старо 3 године и више које говори аутохтони језик                             | 2169     |
| 60  | Женско становништво старо 3 године и више које говори аутохтони језик                            | 2506     |
| 61  | Становништво од 3 године и више које говори аутохтони језик и не говори шпански језик            | 24       |
| 62  | Мушко становништво старо 3 године и више које говори аутохтони језик и не говори шпански         | 1        |
| 63  | Женско становништво старо 3 године и више које говори аутохтони језик и не говори шпански језик  | 23       |
| 64  | Становништво старо 3 године и више које говори аутохтони језик и шпански                         | 4225     |
| 65  | Мушко становништво старо 3 године и више које говори аутохтони језик и шпански                   | 1898     |
| 66  | Женско становништво старо 3 године и више које говори аутохтони језик и шпански                  | 2327     |
| 67  | Становништво од 5 година и више које говори аутохтони језик                                      | 4653     |
| 68  | Становништво од 5 година и више које говори аутохтони језик и не говори шпански језик            | 24       |
| 69  | Становништво од 5 година и више које говори аутохтони језик и говори шпански језик               | 4207     |
| 70  | Становништво у домородачким домаћинствима                                                        | 11715    |
| 71  | Становништво са ограничењима у активностима                                                      | 2091     |
| 72  | Становништво са ограниченим ходањем или кретањем, горе или доле                                  | 1114     |
| 73  | Становници са ограничењима вида, чак и уз кориштење сочива                                       | 602      |
| 74  | Становништво са ограничењима говора, комуникације или конверзације                               | 248      |
| 75  | Становништво са ограниченим слухом                                                               | 248      |
| 76  | Становништво са ограничењима при одевању, купању или јелу                                        | 136      |
| 77  | Становништво са ограничењима у опажању или учењу једноставних ствари                             | 126      |
| 78  | Становништво са менталним ограничењима                                                           | 187      |
| 79  | Становништво без ограничења активности                                                           | 52396    |
| 80  | Становништво од 3 до 5 година које не похађа школу                                               | 1328     |
| 81  | Мушко становништво од 3 до 5 година које не похађа школу                                         | 653      |
| 82  | Женско становништво од 3 до 5 година које не похађа школу                                        | 675      |
| 83  | Становништво од 6 до 11 година које не похађа школу                                              | 219      |
| 84  | Мушко становништво од 6 до 11 година које не похађа школу                                        | 119      |
| 85  | Женско становништво од 6 до 11 година које не похађа школу                                       | 100      |
| 86  | Становништво од 12 до 14 година које не похађа школу                                             | 208      |
| 87  | Мушко становништво од 12 до 14 година које не похађа школу                                       | 131      |
| 88  | Женско становништво од 12 до 14 година које не похађа школу                                      | 77       |
| 89  | Становништво од 15 до 17 година похађа школу                                                     | 2555     |
| 90  | Мушко становништво од 15 до 17 година похађа школу                                               | 1204     |
| 91  | Женско становништво између 15 и 17 година живота у школи                                         | 1351     |
| 92  | Становништво од 18 до 24 године похађа школу                                                     | 2641     |
| 93  | Мушко становништво од 18 до 24 године похађа школу                                               | 1208     |
| 94  | Женско становништво од 18 до 24 године похађа школу                                              | 1433     |
| 95  | Становништво од 8 до 14 година које не може да чита и пише                                       | 236      |
| 96  | Мушко становништво старосног доба од 8 до 14 година које не може да чита и пише                  | 144      |
| 97  | Женско становништво старосног доби од 8 до 14 година које не може да чита и пише                 | 92       |
| 98  | Становништво од 15 година и више које је неписмено                                               | 2720     |
| 99  | Мушко становништво од 15 година и више које је неписмено                                         | 858      |
| 100 | Женско становништво од 15 година и више које је неписмено                                        | 1862     |
| 101 | Становништво старо 15 и више година без школовања                                                | 3012     |
| 102 | Мушко становништво старо 15 и више година без школовања                                          | 1055     |
| 103 | Женско становништво старо 15 и више година без школовања                                         | 1957     |
| 104 | Становништво старосног доба 15 и више година са непотпуним основним образовањем                  | 4173     |
| 105 | Мушко становништво старосног доба од 15 година и више са непотпуном основним образовањем         | 1896     |
| 106 | Женско становништво старосног доба 15 и више година са непотпуном основним образовањем           | 2277     |
| 107 | Становништво старо 15 и више година са комплетним основним образовањем                           | 4602     |
| 108 | Мушко становништво старо 15 година и више са комплетним основним образовањем                     | 2159     |
| 109 | Женско становништво старо 15 и више година са комплетним основним образовањем                    | 2443     |
| 110 | Становништво старосног доба 15 и више година са непотпуним средњим образовањем                   | 1878     |
| 111 | Мушко становништво старосног доба од 15 година и више са непотпуним средњим образовањем          | 1011     |
| 112 | Женско становништво старосног доба од 15 година и више са непотпуним средњим образовањем         | 867      |
| 113 | Становништво старо 15 и више година са пуним секундарном образовањем                             | 7291     |
| 114 | Мушко становништво старосног доба од 15 година и више са пуним секундарном образовањем           | 3463     |
| 115 | Женско становништво старосног доба од 15 година и више са пуним секундарном образовањем          | 3828     |
| 116 | Становништво старије од 18 година са постосновним образовањем                                    | 15471    |
| 117 | Мушко становништво старије од 18 година са постосновним образовањем                              | 6989     |
| 118 | Женско становништво старије од 18 година са постосновним образовањем                             | 8482     |
| 119 | Просечна оцена школовања                                                                         | 9.18     |
| 120 | Просечан ниво образовања мушке популације                                                        | 9.3      |
| 121 | Просечан ниво образовања женског становништва                                                    | 9.09     |
| 122 | Економски активно становништво                                                                   | 22029    |
| 123 | Економски активна мушка популација                                                               | 13199    |
| 124 | Економски активна женска популација                                                              | 8830     |
| 125 | Становништво које није економски активно                                                         | 18902    |
| 126 | Мушко становништво које није економски активно                                                   | 5511     |
| 127 | Женско становништво које није економски активно                                                  | 13391    |
| 128 | Запослено становништво                                                                           | 21032    |
| 129 | Запослено мушко становништво                                                                     | 12426    |
| 130 | Запослено женско становништво                                                                    | 8606     |
| 131 | Незапослена популација                                                                           | 997      |
| 132 | Незапослена мушка популација                                                                     | 773      |
| 133 | Незапослена женска популација                                                                    | 224      |
| 134 | Становништво без права на здравствене услуге                                                     | 23243    |
| 135 | Становништво које има право на здравствене услуге                                                | 31368    |
| 136 | Становништво које има право на ИМСС                                                              | 6423     |
| 137 | Становништво које има право на социјално осигурање                                               | 5871     |
| 138 | Становништво које има право на државно социјално осигурање                                       | 1394     |
| 139 | Становништво које има право на опште осигурање или здравствено осигурање за нову генерацију      | 13293    |
| 140 | Становништво које је било једном или није било у браку током 12 година и више                    | 14798    |
| 141 | Венчано или уједињено становништво од 12 година и више                                           | 21534    |
| 142 | Становништво које је било у браку или уједињено 12 година и више                                 | 4675     |
| 143 | Становништво са католичком религијом                                                             | 46102    |
| 144 | Протестанти, еванђелисти и библијски следбеници различити од еванђелиста                         | 5882     |
| 145 | Становништво са другим религијама различитим од претходних                                       | 121      |
| 146 | Становништво без религије                                                                        | 1741     |
| 147 | Укупно пописаних домаћинства                                                                     | 13447    |
| 148 | Пописна домаћинства на челу са мушкарцима                                                        | 9281     |
| 149 | Пописна домаћинства на челу са женама                                                            | 4166     |
| 150 | Становништво у пописним домаћинствима                                                            | 54284    |
| 151 | Становништво у пописним домаћинствима на челу са мушкарцима                                      | 39632    |
| 152 | Становништво у пописним домаћинствима на челу са женама                                          | 14652    |
| 153 | Укупно домаћинстава                                                                              | 16807    |
| 154 | Укупно насељених домаћинстава                                                                    | 13957    |
| 155 | Укупно приватних кућа                                                                            | 16297    |
| 156 | Насељени приватни домови                                                                         | 13447    |
| 157 | Укупно насељених приватних кућа                                                                  | 13956    |
| 158 | Ненасељене приватне куће                                                                         | 1867     |
| 159 | Појединачна домаћинства за привремену употребу                                                   | 983      |
| 160 | Становници у насељеним приватним кућама                                                          | 54284    |
| 161 | Насељеност станара у приватним становима                                                         | 4.04     |
| 162 | Просечно становника по соби у приватним насељеним домаћинствима                                  | 1.11     |
| 163 | Појединачна домаћинства са подовима од различитих материјала од земље                            | 12509    |
| 164 | Појединачна домаћинства у приземљу                                                               | 904      |
| 165 | Појединачна домаћинства са једном спаваћом собом                                                 | 5421     |
| 166 | Појединачна домаћинства са две спаваће собе и више                                               | 8008     |
| 167 | Појединачна домаћинства са једним собом                                                          | 1707     |
| 168 | Појединачна домаћинства са две собе                                                              | 2579     |
| 169 | Појединачна домаћинства са 3 собе и више                                                         | 9125     |
| 170 | Појединачна домаћинства која имају електрично светло                                             | 13302    |
| 171 | Појединачна домаћинства која немају електрично светло                                            | 123      |
| 172 | Појединачна домаћинства која имају водоводну воду у стамбеном простору                           | 12776    |
| 173 | Појединачна домаћинства која немају водоводну воду у стамбеном простору                          | 647      |
| 174 | Појединачна домаћинства која имају тоалет                                                        | 13329    |
| 175 | Појединачна домаћинства која имају канализацију                                                  | 13144    |
| 176 | Појединачна домаћинства која немају канализацију                                                 | 265      |
| 177 | Појединачна домаћинства која имају електрично светло, довод воде из јавне мреже и канализацију   | 12541    |
| 178 | Појединачна домаћинства без икаквих услова                                                       | 251      |
| 179 | Појединачна домаћинства која имају радио                                                         | 10772    |
| 180 | Појединачна домаћинства која имају телевизор                                                     | 12534    |
| 181 | Појединачна домаћинства која имају фрижидер                                                      | 9643     |
| 182 | Појединачна домаћинства која имају машину за веш                                                 | 7141     |
| 183 | Појединачна домаћинства која имају аутомобил или комби                                           | 4702     |
| 184 | Појединачна домаћинства која имају рачунар                                                       | 3793     |
| 185 | Појединачна домаћинства која имају фиксну телефонску линију                                      | 4732     |
| 186 | Појединачна домаћинства која имају мобилни телефон                                               | 9623     |
| 187 | Појединачна домаћинства која имају приступ интернету                                             | 2584     |
| 188 | Величина локације                                                                                | 10       |